# Filippo Maria Pandolfi
Filippo Maria Pandolfi   (Bèrgam, 1 de novembre de 1927 - Bèrgam, 22 de març de 2025) va ser un polític italià que fou ministre diverses vegades al seu país i Vicepresident de la Comissió Europea entre 1989 i 1993.

## Biografia
Va néixer l'1 de novembre de 1927 a la ciutat de Bèrgam, població situada a la regió italiana de la Llombardia. Va estudiar filosofia a la Università Cattolica del Sacro Cuore de la ciutat de Milà.
Membre de la Democràcia Cristiana fou elegit diputat al Parlament d'Itàlia en les eleccions de 1968, 1976, 1979, 1983 i 1987 per la circumscripció de Brèscia-Bèrgam. En la formació de govern del primer ministre Aldo Moro l'any 1974 fou nomenat Sotssecretari de Finances. Sota els governs de Giulio Andreotti fou nomenat el juliol de l'any 1976 Ministre de Finances i el març de 1978 Ministre del Tresor, càrrec que va mantenir fins a l'octubre de 1980 en el govern de Francesco Cossiga. El desembre de 1980 fou nomenat per Arnaldo Forlani Ministre d'Indústria, Comerç i Artesanat, càrrec que va mantenir fins al juny de 1981. Amb el nomenament d'Amintore Fanfani com a primer ministre fou nomenat el desembre de 1982 novament Ministre d'Indústria, Comerç i Artesanat. Després de la victòria de Bettino Craxi en les eleccions legislatives de 1983 fou nomenat Ministre d'Agricultura l'agost d'aquell any, càrrec que ocupà sota els governs d'Aminatore Fanfani i Giovanni Goria fins a l'abril de 1988.
El 6 de gener de 1989 fou nomenat Comissari Europeu de la Comissió Delors II, ocupant els càrrecs de Vicepresident i Comissari Europeu de Ciència, Recerca, Desenvolupament, Telecomunicacions i Innovació.